# Христорождественский собор (Челябинск)
Христорождественский собор — утраченный православный храм в Челябинск. Первый в городе кафедральный собор и главный православный собор Исетской провинции и Челябинска до 1931 года. Христорождественский собор находился на Соборной площади (ныне — площадь Искусств), на пересечении улиц Сибирской (ныне — Труда) и Христорождественской (ныне — Цвиллинга).

## История

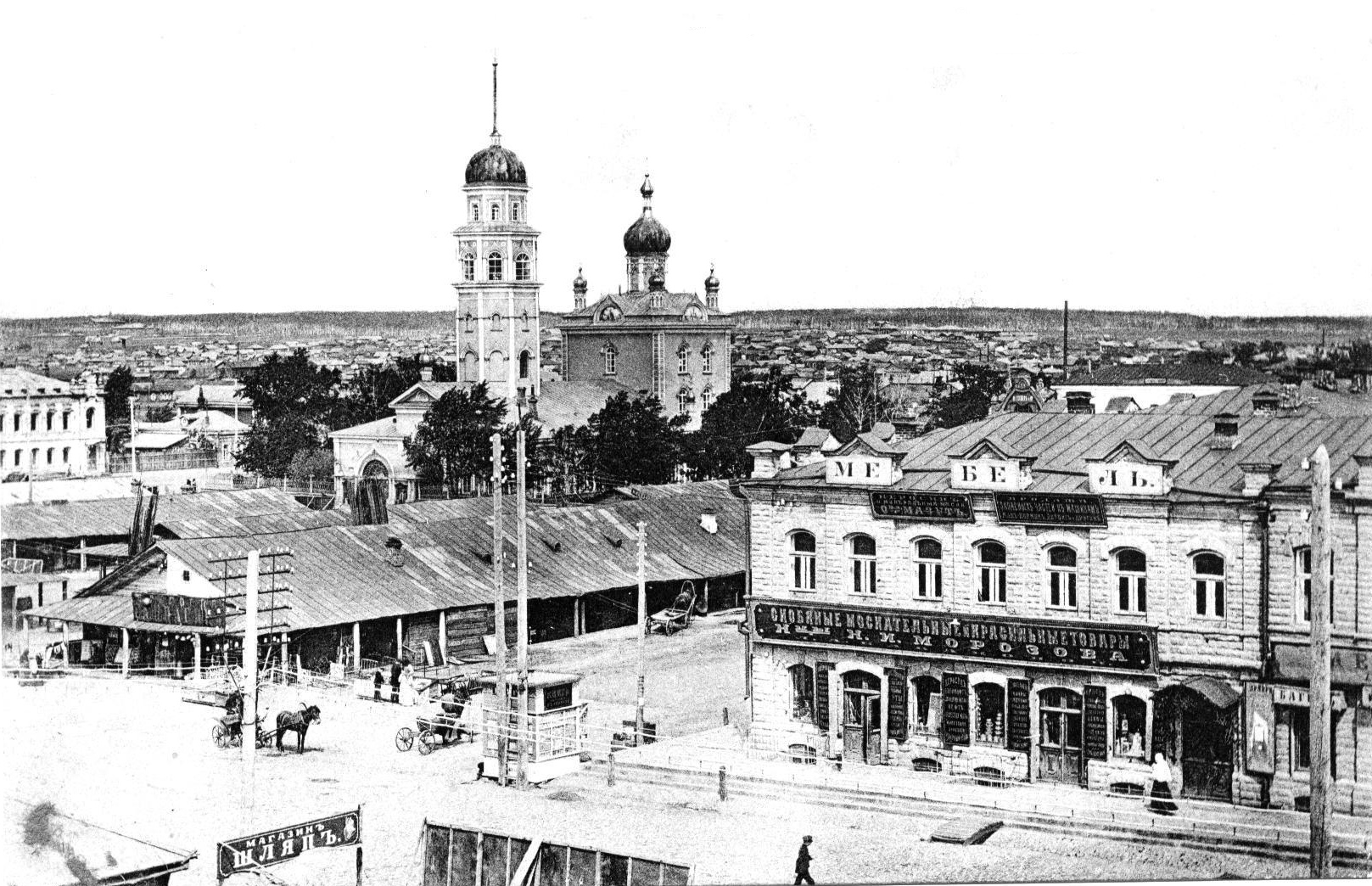
Христорождественский собор на Соборной площади

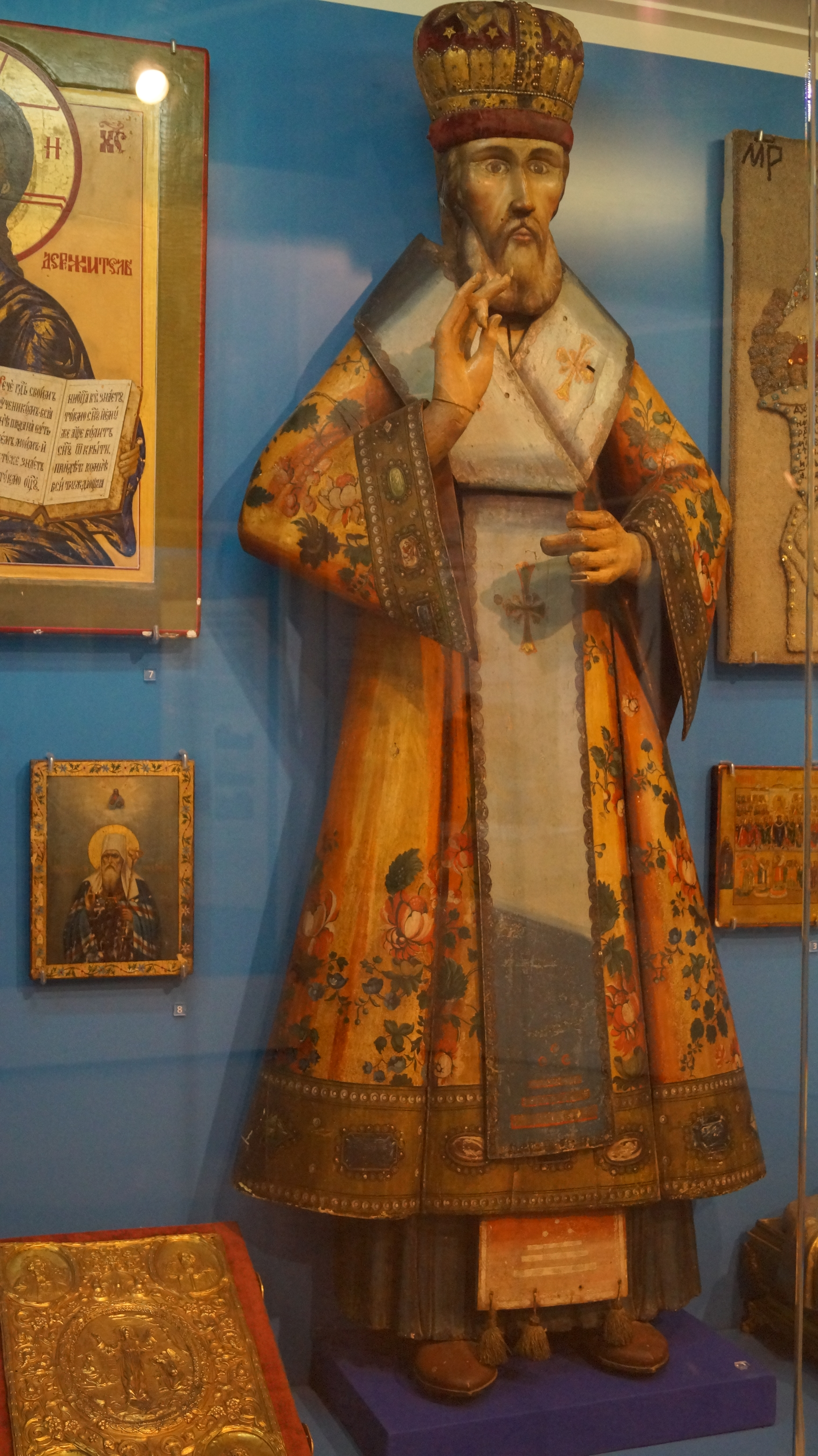
Деревянная скульптура Святого Николая Чудотворца

Собор в честь Рождества Христова был заложен 23 марта 1748 года немного южнее деревянной церкви Святого Николая Мирликийского, на территории Челябинской крепости. Христорождественский собор стал первым каменным храмом Челябинска. Строительство велось на средства и силами прихожан, также активно помогал строительству храма отец местного бургомистра А. В. Боровинский. В связи с тем, что население Челябинской крепости составляли преимущественно казаки, которые не имели опыта подобного строительства, местная канцелярия обратилась к настоятелю Далматовского монастыря с просьбой:
...для указания делать кирпичи так и для клажи церкви святой необходимо мастеров достойных прислать...
 Из Далматовского монастыря в Челябинск был прислан каменщик Денисов для начала работ. Храм, названный в честь Рождества Христова, имел два основных придела: в честь Святого Николая и апостола Иоанна Богослова. Известный уральский краевед В. А. Весновский в своей книге-справочнике «Путеводитель по Уралу» так описывал убранство Христорождественского собора: 
В одном из приделов храма в особом киоте имеется в натуральный рост фигура Святого Николая Чудотворца в полном облачении, сделанная не то из дерева, не то из какой-то массы...
Храм был построен из кирпича, отштукатурен и снаружи окрашен масляной краской. Площадь перед Христорождественским собором получила имя Соборной. Колокольня собора была возведена лишь в 1780 году, до этого времени использовалась деревянная колокольня Николаевской церкви. В XIX веке на колокольне появились часы. Тем самым, колокольня Христорождественского собора стала нести и светскую функцию. В 1914 году храм получил статус Кафедрального собора. Несмотря на своё величие, современники описывали собор как «мрачный». Христорождественский собор был главной доминантой Челябинска до ввода в строй в 1918 году Челябинского элеватора, оставаясь самым высоким храмом города. Осенью 1931 года на основании постановления Челябинского городского совета собор был закрыт. После закрытия собора в здании размещался краеведческий музей. Однако для музея здание собора не подошло — оно было слабо освещённым и сырым, поэтому музей переместили обратно в Свято-Троицкую церковь.
13 сентября 1932 года заместитель председателя Челябинского городского совета Брагин подписал постановление, определившее дальнейшую судьбу собора: «Имея в виду ветхость и непригодность помещения бывшего собора для использования под культурные и другие учреждения, а также полученный при разборке его строительный материал не покроет стоимости рабочей силы, предложить ГорФО передать помещение ликвидированного собора в безвозмездное пользование на слом отделу ГПУ для использования его на постройку нового здания ГПУ». Вскоре храм снесли. Из его кирпича возвели четырёхэтажное здание ОГПУ на улице Васенко. Сегодня здесь (ул. Васенко, 39) располагается Главное управление Министерства внутренних дел России по Челябинской области.
Через 5 лет было принято решение построить на месте Христорождественского собора музыкально-драматический театр.

## Новый храм

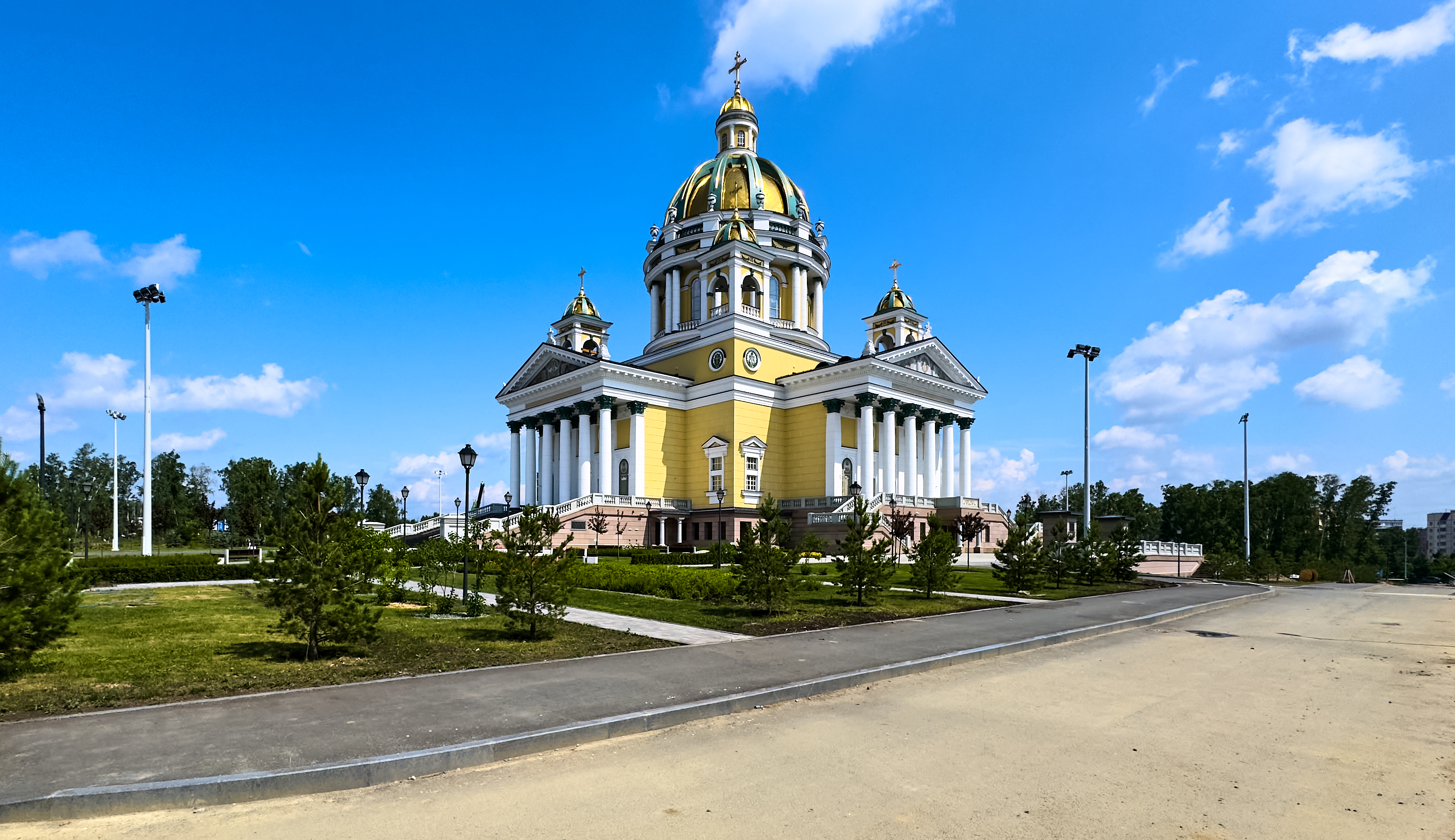
Новый собор Рождества Христова

18 сентября 2013 года в Челябинске был заложен собор, названный также в честь Рождества Христова. Новый собор построен на пересечении Новоградского проспекта и улицы Салавата Юлаева. Высота современного Христорождественского собора 74 метра, прообразом для храма стал Исаакиевский собор Санкт-Петербурга. Строительство нового собора завершено в 2024 году, освящение нижнего храма состоялось 28 апреля 2024 года.

## Соборная площадь
Площадь при главном соборе Исетской провинции — первая и главная в дореволюционном Челябинске. С 1769 года на Соборной (Христорождественской) площади проводилась крупная Николаевская ярмарка, преемница Далматовской ярмарки. На площади, со стороны улицы Уфимской, располагались торговые ряды. В связи с этим площадь также именовалась в народе как Торговая. На Соборной площади собирались как в религиозные, так и в светские праздники. В январе 1774 года на площади произошло восстание казаков под руководством М. Уржумцева и Н. Невзорова. 23 ноября 1915 года на Соборной площади состоялся так называемый «бабий бунт», на котором несколько сотен женщин требовали выплат задолженностей по пенсиям и увеличения заработных плат.

## Интересные факты

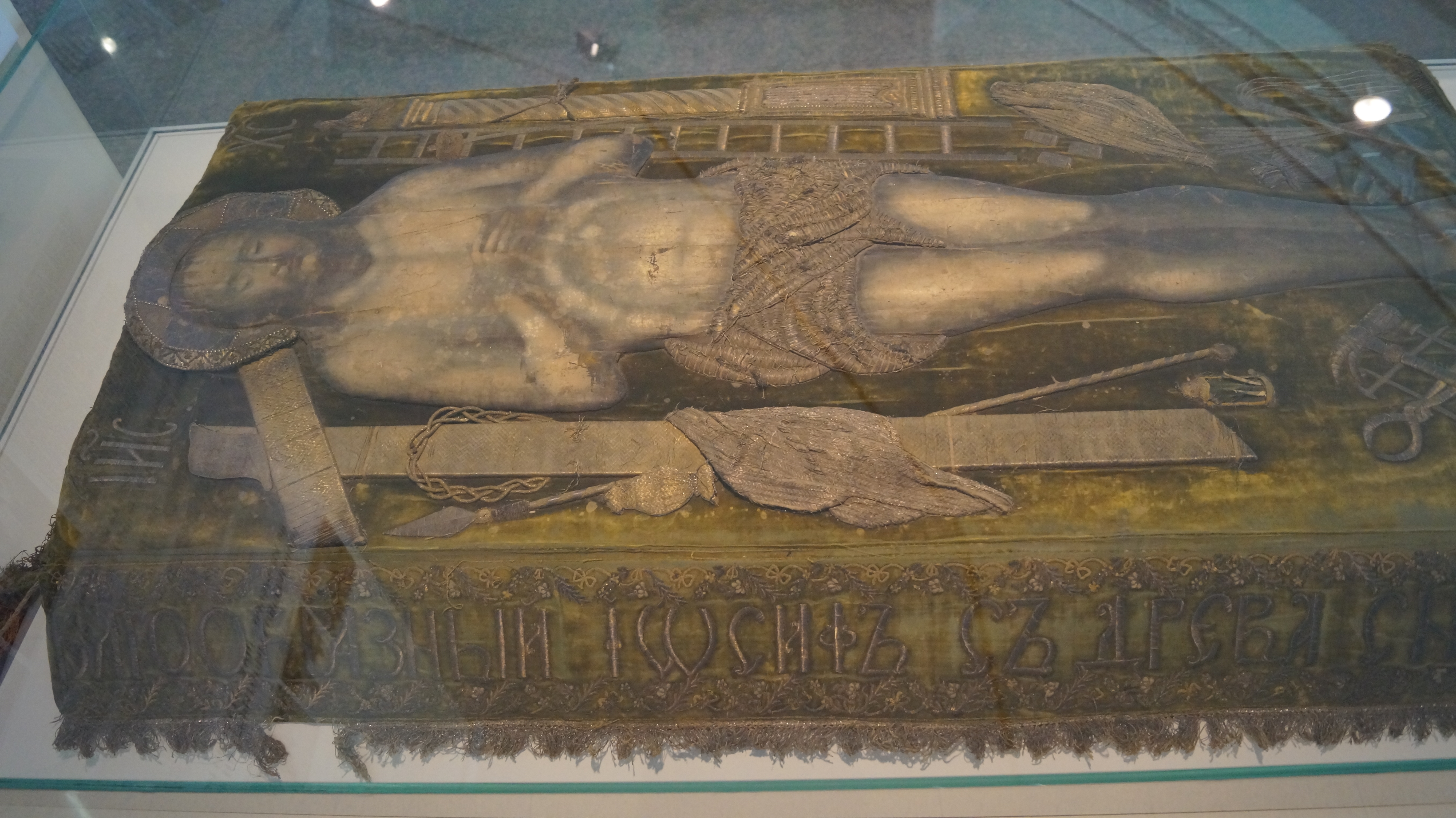
Бархатная плащаница, вынесенная из Христорождественского собора

- Несмотря на полное разрушение и разграбление храма, до настоящего времени сохранилось несколько предметов убранства собора — деревянная скульптура Святого Николая Чудотворца (1740 год)[11], украшенная декоративной росписью, бархатом и полудрагоценными камнями, и бархатная плащаница, созданная в 1800 году[12].
- В результате раскопок в 1996 и 2010 годах на бывшей Соборной площади археологами было обнаружено первое городское кладбище[13]. По мнению Челябинского историка Самигулова Г. Х., первое кладбище при Христорождественском соборе действовало до 1777 года[14].